# Alexander Schmidt (physiologiste)
Pour les articles homonymes, voir Alexander Schmidt et Schmidt.
Hermann Adolf Alexander Schmidt (15 mai 1831 - 22 avril 1894) est un physiologiste germano-balte du Gouvernement de Livonie dans l'Empire russe.

## Biographie
Il est né sur l'île de Mohn, connue aujourd'hui sous son nom estonien de Muhu, dans l'actuelle Estonie.
En 1858, il reçoit son doctorat en médecine à l'Université de Dorpat et devient ensuite l'assistant de Felix Hoppe-Seyler (1825-1895) à Berlin, puis de Carl Ludwig (1816-1895) à Leipzig.
En 1869, il succède à Friedrich Bidder (1810-1894) au poste de professeur de physiologie à Dorpat, poste qu'il occupera jusqu'à la fin de sa vie. Il occupa également de 1885 à 1889 la fonction de recteur de l'université.
Schmidt est connu pour ses recherches concernant le processus de coagulation sanguine. Il a notamment démontré que la formation du caillot était due à la transformation de fibrinogène soluble en fibrine insoluble grâce à un processus enzymatique,. Il nomma cet hypothétique enzyme « thrombine » et appela son précurseur « prothrombine ».
Par conséquent, Schmidt est reconnu pour avoir posé les bases nécessaires à la création des systèmes d'anticoagulation et au développement de la transfusion sanguine.